# Joe Cofie
Joe Cofie est un boxeur ghanéen né le 1er janvier 1946.

## Carrière
Joe Cofie est médaillé de bronze dans la catégorie des poids plumes aux championnats d'Afrique de Nairobi en 1972.
Aux Jeux olympiques d'été de 1972 à Munich, il est éliminé au premier tour dans cette même catégorie par le Cubain Orlando Palacios (en).
Il est ensuite médaillé de bronze dans la catégorie des poids légers aux championnats d'Afrique de Kampala en 1974.